# آراگوایانا
آراگوایانا (به پرتغالی: Araguaiana) یک منطقهٔ مسکونی در برزیل است که در ماتو گروسو واقع شده‌است. آراگوایانا ۳٬۱۰۹ نفر جمعیت دارد.